# Вильфранш-д’Альбижуа (кантон)
Вильфра́нш-д’Альбижуа́ (фр. Villefranche-d'Albigeois, окс. Vilafranca d'Albigés) — упразднённый кантон во Франции, находился в регионе Юг — Пиренеи, департамент Тарн. Входил в состав округа Альби.
Код INSEE кантона — 8136. Всего в состав кантона Вильфранш-д’Альбижуа входили 9 коммун, из них главной коммуной являлась Вильфранш-д’Альбижуа.
Кантон был упразднён в марте 2015 года.

## Население
Население кантона на 2009 год составляло 13 268 человек.
| 1962 | 1968 | 1975 | 1982   | 1990   | 1999   | 2006   | 2009   |
| ---- | ---- | ---- | ------ | ------ | ------ | ------ | ------ |
| 7079 | 8500 | 9560 | 10 926 | 11 443 | 11 728 | 12 980 | 13 268 |

## Коммуны кантона
| Коммуна              | Население, чел. (2010) | Код INSEE | Почтовый индекс |
| -------------------- | ---------------------- | --------- | --------------- |
| Амбьяле              | 447                    | 81010     | 81430           |
| Бельгард             | 420                    | 81026     | 81430           |
| Вильфранш-д’Альбижуа | 1138                   | 81317     | 81430           |
| Камбон               | 1917                   | 81052     | 81990           |
| Кюнак                | 1493                   | 81074     | 81990           |
| Ле-Фрес              | 387                    | 81096     | 81430           |
| Марсаль              | 279                    | 81155     | 81430           |
| Музье-Тёле           | 417                    | 81190     | 81430           |
| Сен-Жюэри            | 6797                   | 81257     | 81160           |